# Benoîte Rencurel
Benoîte Rencurel (Saint-Étienne d'Avançon, 16 septembre 1647 – id., 28 décembre 1718) est une bergère à qui la Vierge Marie serait apparue en 1664. Les apparitions de Notre-Dame du Laus dans le diocèse de Gap auraient duré 54 ans, un record dans l'histoire des apparitions mariales. Ces apparitions ont été reconnues officiellement par l’Église catholique le 4 mai 2008 et Benoîte Rencurel, dont le procès en béatification est ouvert, a été reconnue « vénérable » par le pape Benoît XVI le 3 avril 2009.

## Biographie

### Enfance

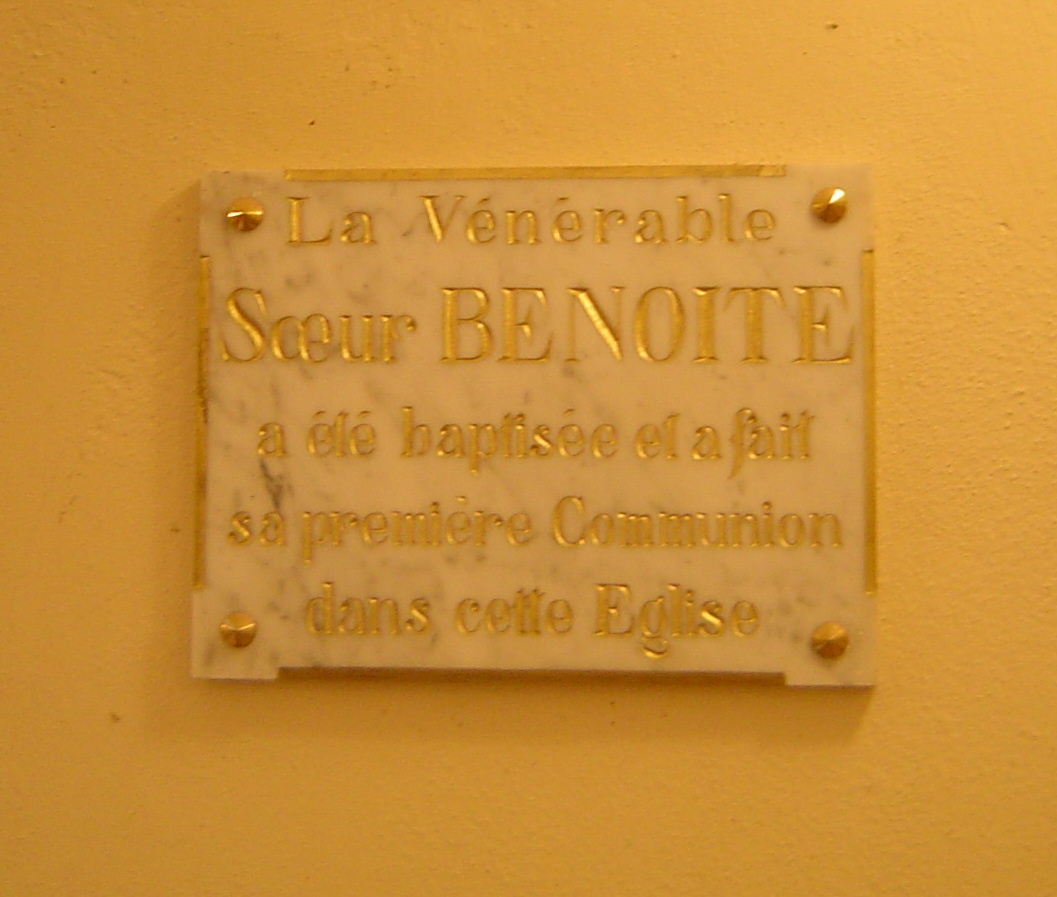
Plaque à l'intérieur de l'église de Saint-Étienne-le-Laus.

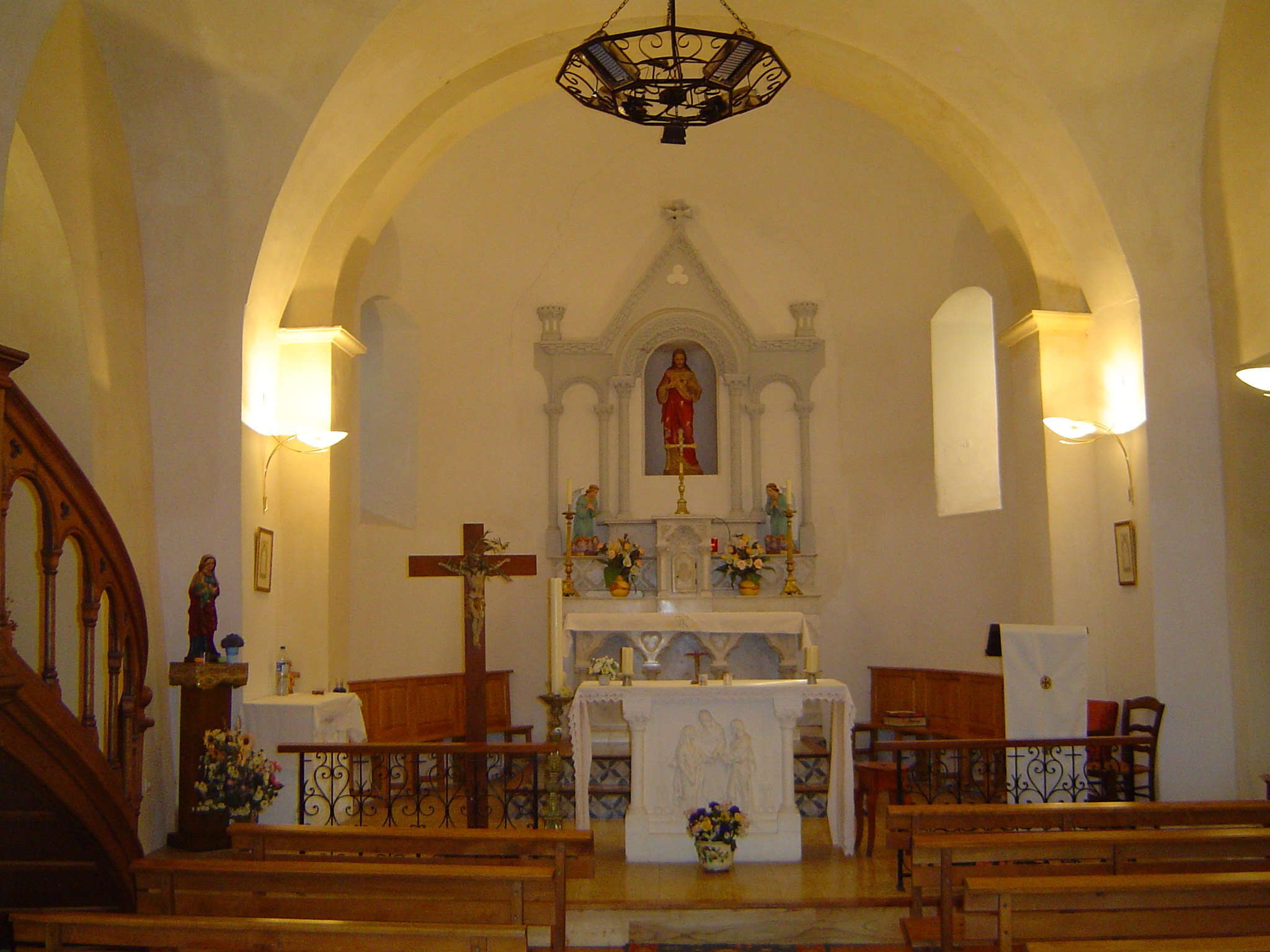
Intérieur de l'église de Saint-Étienne-le-Laus.

C'est dans un hameau des Alpes à Saint-Étienne d'Avançon, où quelques familles à peine vivaient au XVIIe siècle, que Benoîte Rencurel voit le jour le 29 septembre 1647,. Elle sera baptisée le lendemain dans l’église paroissiale.
La pauvreté des Rencurel devient une profonde misère à la mort du père de famille. Benoîte, alors âgée de sept ans, est chassée avec les siens du logis où elle avait passé ses premières années. Elle doit bientôt gagner son pain comme gardienne de troupeaux. À partir de l'âge de 12 ans, elle travaille chez deux maîtres : Jean Roland, cultivateur brutal que Benoîte convertit par sa douceur et Louis Astier, homme de bien. À l'âge de 17 ans, elle ne sait toujours ni lire, ni écrire.

### Les apparitions

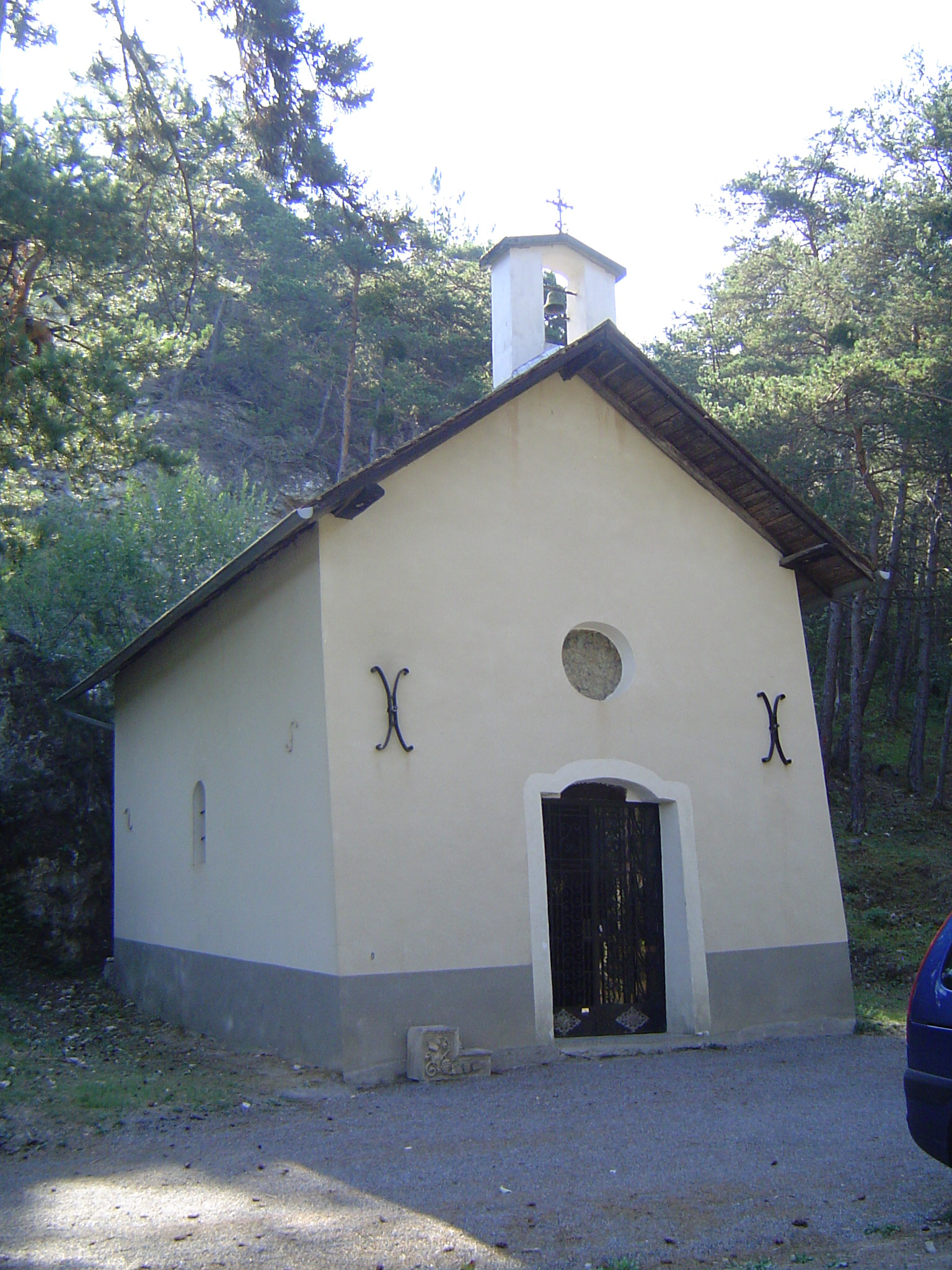
Chapelle de Notre-Dame-des-Fours.

Benoîte exerce au Laus sa mission d'accueil, de prière et de pénitence en mettant en œuvre son charisme de connaissance des cœurs. Des centaines de guérisons physiques opèrent au Laus, notamment par les onctions de l'huile de la lampe du sanctuaire, appliquées avec foi, selon le conseil de la Vierge Marie.
À l'automne 1666, Benoîte entre dans le Tiers-Ordre dominicain, sans doute le jour de la pose de la première pierre de la nouvelle église (qui prendra le titre de « basilique » plus tard). Comme de coutume à l'époque, elle endosse une tenue particulière évoquant la tenue d'une religieuse (avec une coiffe spéciale). Elle est appelée du nom de « sœur Benoîte », comme il est d'usage à l'époque, mais elle continue de mener sa vie de bergère et de laïque dans son village.

### Les témoignages
Les autorités ecclésiastiques hésitent sur l’attitude à avoir au sujet des phénomènes qui se produisent au Laus. En septembre 1665, le vicaire général d’Embrun, Antoine Lambert, accompagné du père jésuite Gérard et du chanoine Bounnafous, se rendent au Laus et mènent une enquête. Ils interrogent la voyante à plusieurs reprises. S'ils sont dans un premier temps très critiques sur les apparitions, leur enquête, et surtout la guérison « jugée miraculeuse » d’une femme de vingt-deux ans, Catherine Vial, alors qu'ils sont encore sur le lieu, finissent de les convaincre. Dans la nuit du 18 au 19 avril 1665, après une neuvaine de prière pour la malade, alors que celle-ci se trouve dans son lit, la malade sent soudain qu’elle peut déplier ses jambes qui étaient rétractées sous elle depuis six ans. Le matin, elle court se rendre à la messe célébrée par Antoine Lambert qui s’écrie alors : « Le doigt de Dieu est là ! Le doigt de Dieu est là ! ». Le vicaire Lambert interroge la miraculée, puis sa mère et d'autres témoins. Pour les membres de la commission ecclésiastique, « il ne fait plus de doutes que le Laus est bien le théâtre d'événements surnaturels : apparitions et miracles »,. Le vicaire de l'évêque nomme alors le père Pierre Gaillard « directeur de la chapelle », afin de soulager le curé de Saint-Étienne-d'Avançon. La construction d'une nouvelle église est programmée, elle sera construite de 1666 à 1669. C'est à partir de cette date que des miracles sont signalés après application de l'huile de la lampe de la chapelle, suivant les indications rapportées par la voyante, et d'après Benoîte, ces indications ont été données par la Vierge Marie elle-même, qui aurait déclaré que l'application de l'huile, avec l'intercession de la Vierge, et la foi du malade, donnerait la guérison, car « Dieu a donné ce lieu pour la conversion des pécheurs ».

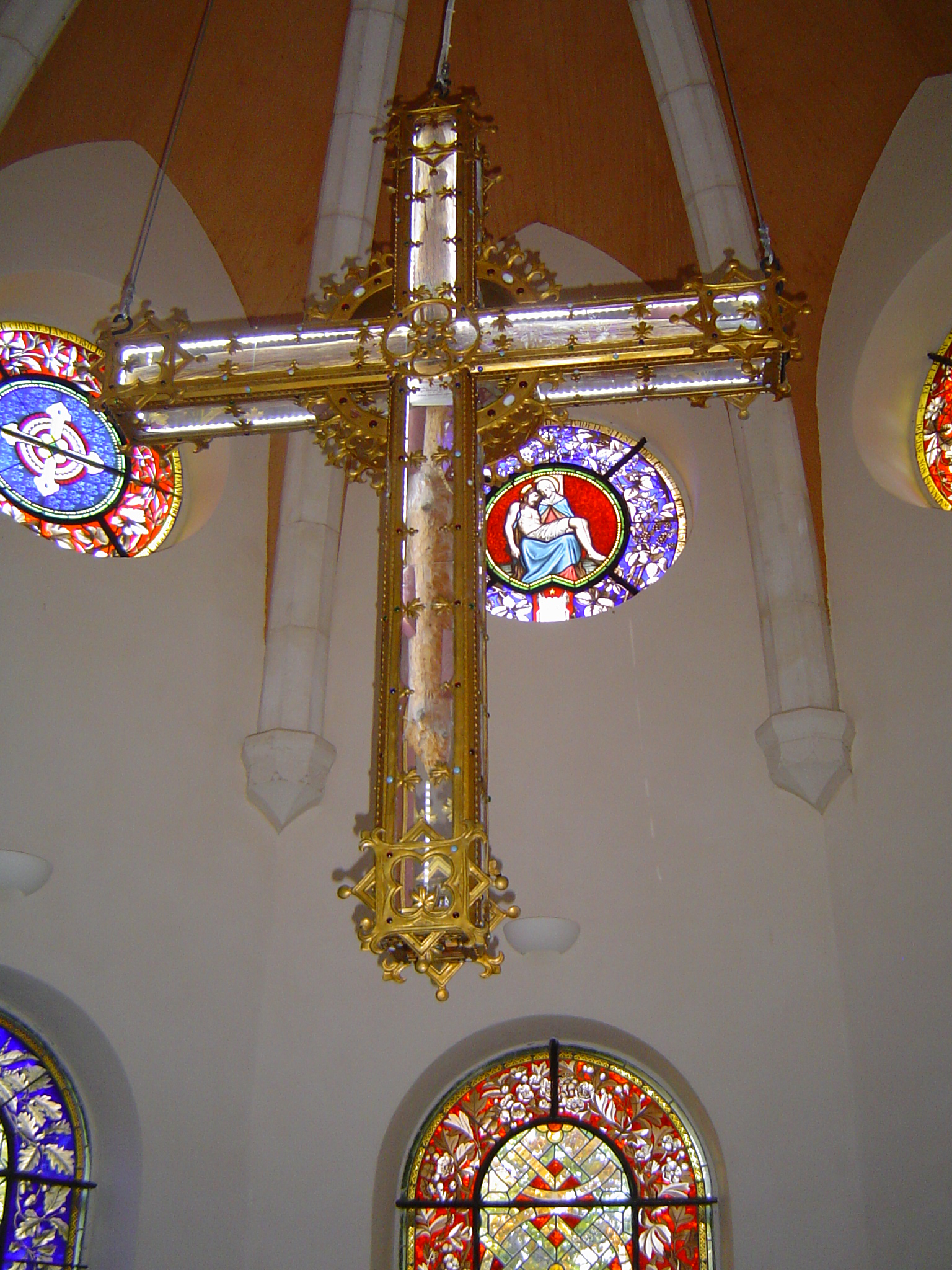
La croix devant laquelle Benoîte a eu à cinq reprises la vision du Christ crucifié.

À l'automne 1666, Benoîte entre dans le Tiers-Ordre dominicain, sans doute le jour de la pose de la première pierre de la nouvelle église (qui prendra le titre de « basilique » plus tard).
À partir de 1669, le père Peytieu, chapelain du Laus, décrit des apparitions fréquentes, lorsque Benoîte est en extase, généralement après avoir communié ou s'être au moins confessée. Le chroniqueur rapporte que de nombreux pèlerins ont pu assister à ses extases.
En 1670, Jean Javelly, nouveau vicaire du diocèse, convoque Benoîte à Embrun pour l’interroger. La jeune fille se rend à l'évêché et y séjourne du 28 mai au 8 juin 1670. Elle est interrogée tous les après-midis par le vicaire et des jésuites et d'autres clercs. Les enquêteurs notent que la jeune fille « répond avec franchise et simplicité à leurs multiples questions ». Lors de la messe de la Fête-Dieu, durant la messe présidée par le vicaire de l'évêque, celui-ci observe une extase de la voyante. À la demande du prélat, Benoîte décrit sa vision disant qu'elle avait vu la Vierge Marie « habillée en reine, une couronne sur la tête, toute éclatante de lumière ». À ces éléments s'ajoute le rapport des personnes chargées de surveiller en continu la jeune voyante qui attestent que durant la douzaine de jours de son séjour, Benoîte n'avait ni mangé ni bu, et n'en semblait nullement affectée. Le vicaire conclut par un rapport favorable sur la voyante et les apparitions. Le nouvel archevêque, Mgr de Genlis, se rend au Laus pour y rencontrer la voyante et l'interroger personnellement. Le 4 décembre 1671, il interroge la voyante durant trois heures et demi et note lui-même les réponses sur un document qu'il garde dans ses archives. À l'issue de l'interrogatoire, il autorise les travaux d'agrandissement de l'église. Si l'archevêque ne publie aucun document officiel reconnaissant les apparitions, celles-ci se trouvent « définitivement authentifiées », et Benoîte poursuit sa mission d'accueil et de conseil spirituel auprès des pèlerins,.

### Le Christ en Croix
En juillet 1673, Benoîte dit voir Jésus-Christ fixé à la Croix et elle se sent inondée de son sang. Elle se trouve brusquement raidie, chaque semaine dans la pose de crucifiée et reste ainsi du jeudi au samedi, sans pouvoir faire un geste. Cette « crucifixion mystique » va durer de 1673 à 1684,. Elle s'effare, dans son humilité, de l'attention générale qu'attire sur elle ce prodige et demanda que d'autres souffrances, moins visibles, lui soient accordées. C'est à partir de 1689 qu'elle affirmera subir des sévices nocturnes et combattra spirituellement le démon toutes les nuits jusqu'à sa mort,.

### Invasion savoyarde
L'invasion savoyarde en août 1692 oblige Benoîte à quitter le Laus. Elle se réfugie à Marseille pendant deux mois.

### Les dernières années

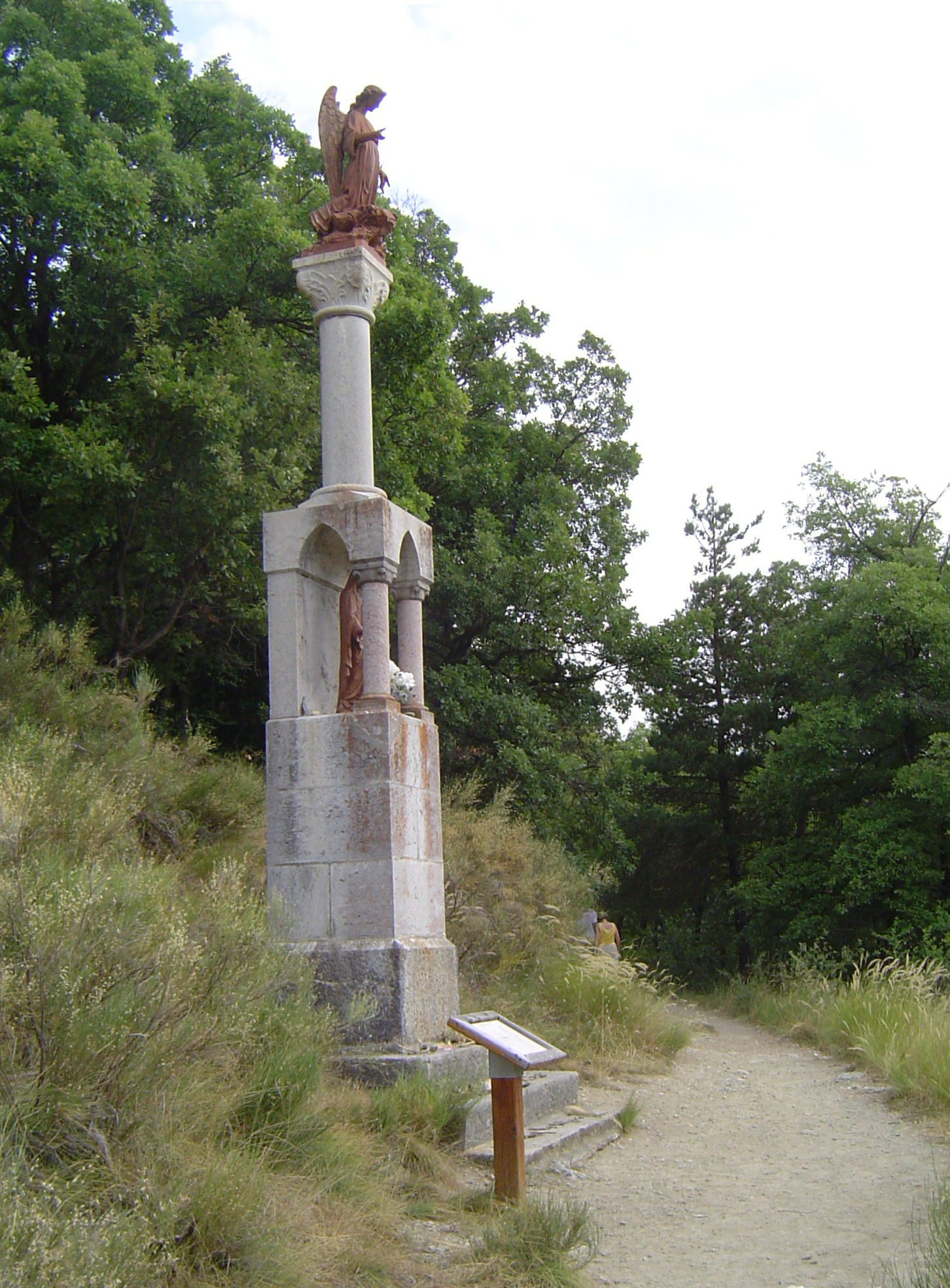
L'oratoire de l'ange : lieu où Benoîte a été transportée par l'ange, notamment dans la nuit du 16 septembre 1701 où l'ange éclaire tout le vallon d'un flambeau rayonnant.

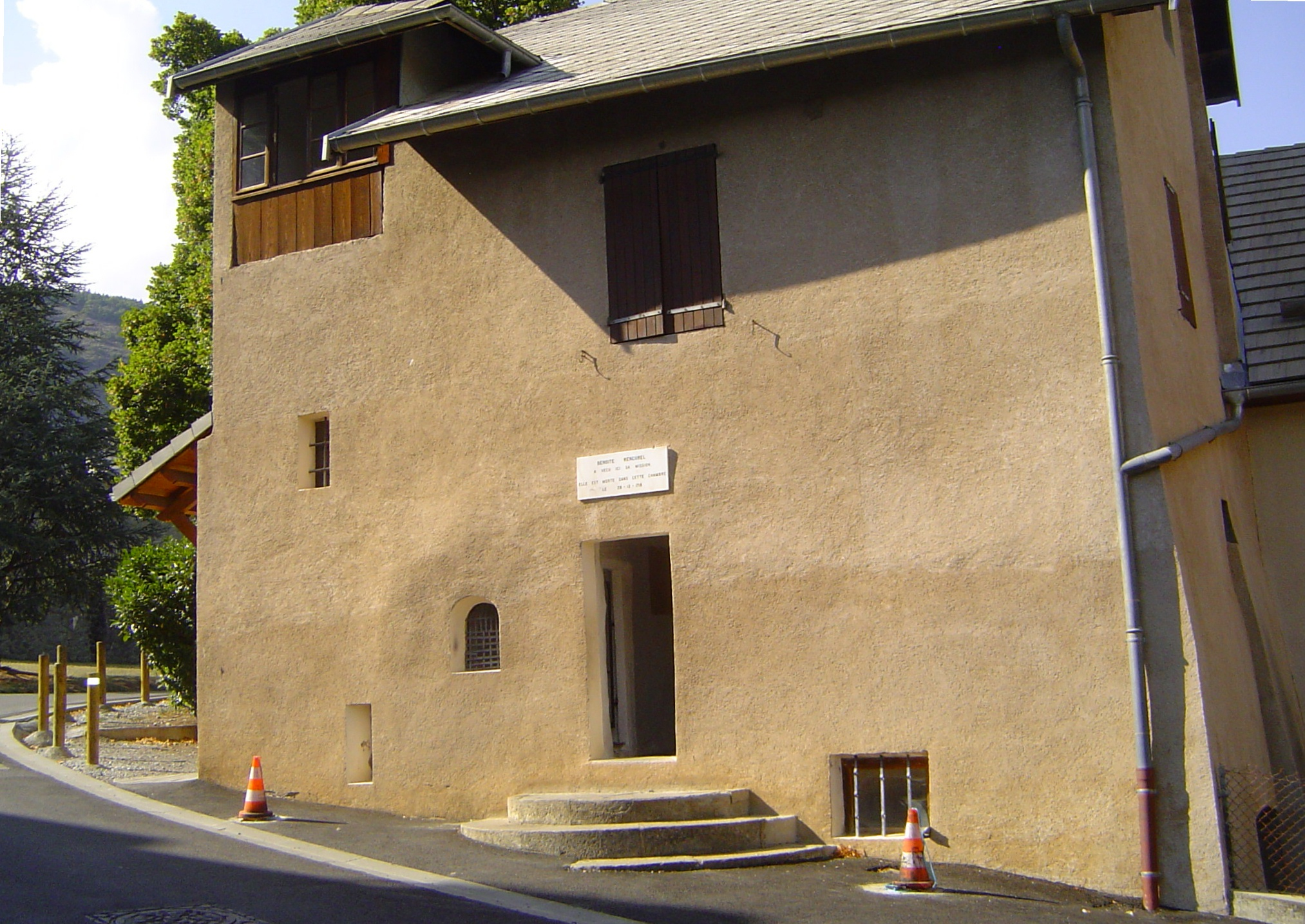
La maison où a vécu Benoîte Rencurel à partir de 1673.

À partir de 1692, Benoîte subit des « persécutions de la part de prêtres jansénistes » nommés au Laus, ainsi que du nouveau vicaire général du diocèse. Ces prêtres qui ont « une conception rigoriste d'un salut réservé à un petit nombre » sont heurtés par les confessions incessantes et les communions fréquentes des pèlerins. Ils dénigrent Benoîte, entravent les pèlerinages et influencent l'évêque du diocèse Mgr de Genlis, à qui ces prêtres remontrent que la bergère du Laus est une « dangereuse illuminée ».
Le 15 août 1698, elle dit que la Vierge lui apparaît entourée par des anges qui l' emportent jusqu'au ciel puis la rapportent ensuite dans son hameau.
Lisant dans les âmes, elle ramène au bien les pécheurs en leur disant le nombre et la gravité de fautes qu'ils croyaient ignorées de tous. À Marseille, elle montre à M. de Coulonge, alors vicaire général, qu'elle connaît sa pensée et le doute qu'il garde en l'écoutant. 

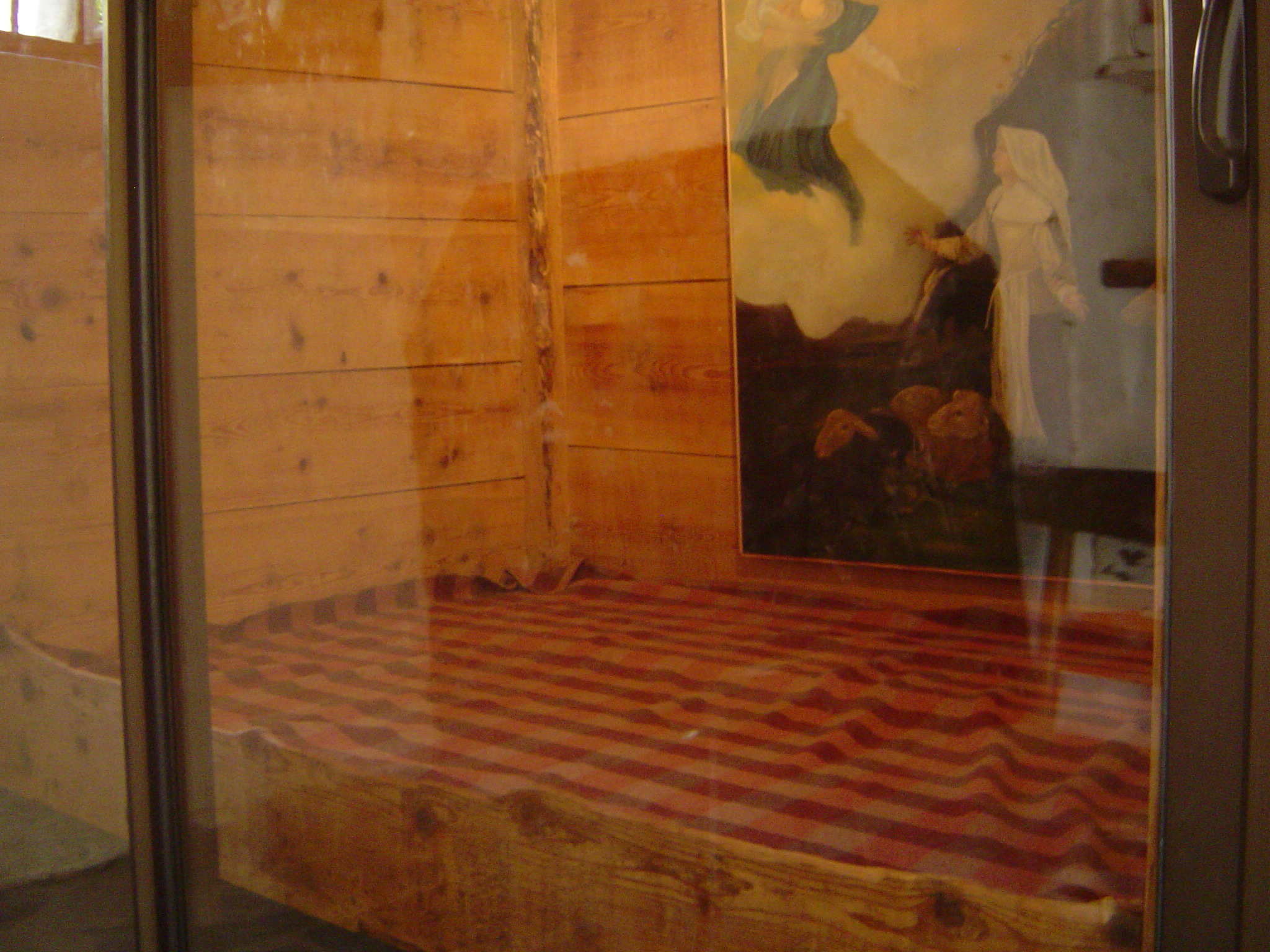
La chambre de Benoîte.

En 1712, l'évêque confie le sanctuaire à une nouvelle congrégation : les pères de Sainte-Garde. Leur arrivée amène un renouveau du pèlerinage, et Benoîte « peut vivre ses dernières années dans la paix ». Benoîte meurt le 28 décembre 1718, en la fête des saints Innocents, elle est enterrée dans la chapelle de Bonne-Rencontre,.
Benoîte a d'abord été enterrée au cimetière du Laus qui, alors, jouxtait l'église. Son corps fut ensuite déposé dans le caveau actuel dans le chœur même de la basilique.

## Notoriété

### Béatification et canonisation
Le dix-neuvième siècle est marqué par différentes apparitions de la Vierge Marie en France (1830, 1846, 1858, 1871). Les premières démarches en vue de l'introduction de sa cause sont faites par Mgr Bernadou, évêque de Gap. Le procès s'ouvre le 11 septembre 1864. Benoîte Rencurel est la première voyante d'apparition mariale à voir sa cause de béatification introduite en cour de Rome. Le 7 septembre 1871, le pape Pie IX déclare Benoîte Rencurel « vénérable servante de Dieu ». Le décret sur les écrits a été promulgué le 7 juillet 1896. Arrêtée en 1913, la cause a été reprise en 1981. En 1996, une nouvelle demande pour la béatification de Benoîte est introduite à Rome. Le 3 avril 2009, le pape Benoît XVI reconnaît l'héroïcité des vertus de Benoîte Rencurel et la déclare « vénérable ».
La reconnaissance d'un miracle qui lui soit attribué est dès lors nécessaire pour obtenir sa béatification. Un bureau médical, composé de cinq médecins, se réunit au Laus tous les deux mois pour étudier les témoignages de grâces, qui se comptent par dizaines chaque mois. Les responsables du dossier indiquent « que fin 2017, ils sont encore à l’étude d'un cas qu’ils pourraient présenter à Rome ».

### Événements
Les autorités du sanctuaire marial du Laus ont décrété l'année 2018 : « année Benoîte » pour célébrer les 300 ans de sa mort, les 300 ans de la fin des apparitions (que la voyante aurait eues jusqu'à sa mort, d'après le recteur du sanctuaire), et les 10 ans de la reconnaissance officielle des apparitions par l’Église.